# هیروکی نودا
هیروکی نودا (انگلیسی: Hiroki Noda؛ زادهٔ ۲۷ ژوئیهٔ ۱۹۹۷) بازیکن فوتبال اهل ژاپن است.
از باشگاه‌هایی که در آن بازی کرده‌است می‌توان به باشگاه فوتبال گامبا اوساکا اشاره کرد.